# Mahakali (Zone)
Mahakali (Nepali महाकाली अञ्चल Mahakali Anchal) war eine der 14 ehemaligen Verwaltungszonen des Staates Nepal.
Sie war nach dem großen Grenzfluss Mahakali (im Unterlauf Sharda) im Westen Nepals und Nebenfluss der Ghaghara benannt und lag in der Entwicklungsregion Fernwest im äußersten Westen Nepals. Sie erstreckte sich vom Terai bis zum tibetischen Hochland. Verwaltungssitz war Bhim Datta.
Die Zone bestand aus 4 Distrikten:
- Baitadi
- Dadeldhura
- Darchula
- Kanchanpur

Durch die Verfassung vom 20. September 2015 und die daraus resultierende Neugliederung Nepals in Provinzen wurden die Distrikte diese Zone der neugeschaffenen Provinz Sudurpashchim (anfangs Provinz Nr. 7) zugeordnet.